# Динамо (хокейний клуб, Санкт-Петербург)
Хокейний клуб «Дина́мо Санкт-Петербург» — команда з хокею з Санкт-Петербурга, з 2016 року виступає у Вищій хокейній лізі.

## Історія

### В радянську добу
Заснована в 1946 році. Кольори — біло-блакитні. Грала на стадіоні «Динамо», а в 70-ті у палаці спорту «Ювілейний».
У чемпіонаті СРСР — в Вищій лізі (1947—1954). Найвище досягнення — 5-те місце (1948, 1951).
Після сезону 1953/54 команду було розформовано і вона поступилася місцем у вищій лізі «Кіровцю», до останнього перейшли і найсильніші гравці. Восени 1965 команду було відновлено і вона замінила в II групі класу «А» «Спартак» (Ленінград). Влітку 1971 знову розформовано. Після цього виступала у першості Ленінграда. Найвідоміші гравці різних років: воротарі В. Башкіров, П. Забєлін, нападники А. Вікторов, В. Лотков, Є. Старіков, В. Федоров, Ф. Лапін, А. Наханьков, І. Григор'єв. Тренували команду В.Федоров, В. Лапін, Є. Воронін.

### Відродження
У 2012 році з'явилась інформація, що в сезоні 2013—2014 хокейний клуб «Динамо Санкт-Петербург» знову буде представлений в російському чемпіонаті, а саме в МХЛ. Клуб сформувався за ініціативою керівництва СДЮСШОР «Форвард». Водночас було сформовано жіночу команду «Динамо Санкт-Петербург», яка взяла участь у чемпіонаті Росії з хокею серед жінок, а з 2015 року — в ЖХЛ.
У 2016 році клуб оголосив про формування дорослої чоловічої команди для виступу у ВХЛ. Чоловічу команду було створено на основі молодіжної команди, бронзових призерів сезону 2015/16 чемпіонату МХЛ, тренерський штаб молодіжної команди на чолі з Леонідом Тамбієвим очолив нову команду. Команду підсилили і досвідчені гравці, зокрема, Антон Буханко. Участь дорослої команди в ВХЛ було затверджено 12 липня Федерацією хокею Росії. За підсумками сезону 2016/17 команди системи «Динамо Санкт-Петербург» добились значних успіхів: головна команда клубу у ВХЛ потрапила у плей-оф чемпіонату Вищої ліги і в 1/8 фіналу переграла триразового володаря Кубка Братіни «Торос» з Нефтекамська. У чвертьфіналі «Братіни» біло-блакитні зіграли з переможцем регулярного чемпіонату «Торпедо» (Усть-Каменогорськ) і результат серії вирішився лише у сьомому матчі, в якому динамівці поступилися в гостях. Таким чином у своєму дебютному сезоні «Динамо Санкт-Петербург» в ВХЛ стало 12-ю командою в регулярному чемпіонаті і зупинилось на етапі чвертьфіналу. Старт проєкта «Динамо» в ВХЛ в Петербурзі був масштабним: у своєму першому сезоні молода петербурзька команда побила рекорд відвідуваності ВХЛ на закритих аренах: на петербурзькому дербі «Динамо Санкт-Петербург» — «СКА-Нева», яке приймали біло-блакитні, зібралось 9 765 глядачів. Крім того, дебютант ліги увійшов в число найвідвідуваніших хокейних клубів Європи згідно з рейтингом IIHF, посівши в ньому 84-те місце і автоматично ставши найвідвідуванішим клубом Вищої ліги.
Жіноча команда «Динамо Санкт-Петербург» у сезоні 2016/17 вперше в історії завоювала бронзові медалі чемпіонату ЖХЛ.
У сезоні 2017/18 клубом партнером із КХЛ став «Витязь» (Подольськ).

## Система клуба
У систему клубу «Динамо Санкт-Петербург» входять:
- ХК «Динамо Санкт-Петербург», що виступає в чемпіонаті ВХЛ;
- МХК «Динамо Санкт-Петербург», що виступає в МХЛ;
- ЖХК «Динамо Санкт-Петербург», що виступає в ЖХЛ;
- СДЮСШОР «Динамо» (раніше — «Форвард»).

## Головні тренери і керівництво клуба

### Керівництво клуба
- Генеральний директор: Сергій Черкас[9]

### Поточний тренерський штаб
- Головний тренер: Леонід Тамбієв
- Тренер: Андрій Банада
- Тренер: Єгор Башкатов
- Тренер воротарів: Павло Черкас
- Тренер команди ЖХЛ: Олександр Зибін
- Тренер команди МХЛ; Микола Акімов

## Досягнення
- Меморіал Дубко: 2017.